# Silver Bells
Silver Bells è una celebre canzone natalizia statunitense, composta da Jay Livingston (autore del testo) e da Ray Evans (1915 - 2007), autore della melodia; è l'autore, tra l'altro, di Que Sera, Sera (Whatever Will Be, Will Be) e cantata per la prima volta da Bob Hope and Marilyn Maxwell nel film The Lemon Drop Kid del 1951 (Il ratto delle zitelle).
La prima incisione è quella di Bing Crosby & Carol Richards del 1952. Numerosi altri cantanti (tra cui Perry Como, i The Platters, Stevie Wonder, ecc) hanno inciso poi il brano.
La canzone fu ispirata dalle immagini dei suonatori di campane dell'Esercito della salvezza all'esterno dei grandi magazzini durante il periodo natalizio.

## Testo
La canzone descrive una grande città durante il periodo natalizio, con persone indaffarate nel fare acquisti e altre scene tipiche della festività.

## Versioni varie
La canzone è stata incisa dai seguenti cantanti:
- 101 Strings Orchestra (2003)
- A Few Good Men (2002)
- Al Martino (1964)
- Alan Jackson (2002)
- Alvin and the Chipmunks (1962)
- America (2002)
- Andre Kostelanetz
- Andy Williams (1965)
- Anne Murray
- Ann Horstick
- Atlantic Starr (1992)
- Barry Manilow (2007)
- BeBe & CeCe Winans (1993)
- Big Tiny Little
- Billy "Crash" Craddock (2006)
- Billy Idol (2006)
- Bing Crosby (1951)
- Bing Crosby & Carol Richards (1952)
- Bing Crosby & Ella Fitzgerald
- Bing Crosby & Rosemary Clooney
- Bobby Helms
- Bob Dylan in Christmas in the Heart (2009)
- Bob McGrath
- Booker T. & the MG's (1966)
- Boston Pops Orchestra (1990)
- Boxcar Willie (1996)
- Brad Paisley (2006)
- Brenda Lee
- Bright Eyes
- Brian McKnight (2008)
- Burl Ives (1965)
- Candy Dulfer (2003)
- Chet Atkins (1961)
- Clay Aiken & Kimberley Locke (2003)
- Cristy Lane (2006)
- Crystal Gayle (2006)
- Dan Crary (1997)
- Daniel O'Donnell (2002)
- Danny Davis & the Nashville Brass
- Dave Koz (1997)
- David Cullen (2001)
- David Arkenstone (1998)
- David Young
- Dean Martin (1966)
- Destiny's Child (2001) (come "Platinum Bells")
- Don Rich (2000)
- Do-Re-Mi Children's Chorus (2000)
- Doris Day (1950, 1964)
- Dwight Yoakam & Beth Andersen (1997)
- Earl Grant (2002)
- Elvis Presley (1971)
- Engelbert Humperdinck
- Erich Kunzel (2006)
- Ferrante & Teicher (1966)
- Gary Hoey
- Gary Puckett (2001)
- Gene Autry
- Geoff Tate, Carlos Cavazo, James Lomenzo & Ray Luzier nell'album We Wish You a Metal Xmas and a Headbanging New Year (2008)
- Glenn Miller Orchestra
- Gloria Estefan (in Christmas Through Your Eyes, 1993)
- Giant Drag (2004)
- Gregg Stafford (2006)
- Hampton String Quartet (1986, 2004)
- Hank Thompson (1964)
- Harry Connick, Jr. (2003)
- Henry Mancini
- Hilary Stagg
- Hit Crew (2002)
- Jack DeMello (2003)
- Jack Jones (1969)
- Jacob Young (2006)
- Jeannie C. Riley (2004)
- Jerry Vale (1964)
- Jim Brickman
- Jim Horn
- Taylor Horn (2005)
- Jim Nabors (1972)
- Jim Reeves
- Jo Dee Messina (2002)
- John Davidson
- John Denver (Rocky Mountain Christmas, 1975)
- Johnny Mathis (1958)
- Jo Stafford (1964)
- Judy Collins (1997)
- Kate Smith
- Kenny G (1994)
- Kenny Chesney (2003)
- Kenny Rogers (1989)
- Kevin Eubanks
- Kiri Te Kanawa  (1984)
- Kristin Chenoweth (2008)
- Lacy J. Dalton
- Larry Groce nell'album Disney's Merry Christmas Carols (1979).
- Led Kaapana (2000)
- Loretta Lynn
- Lou Rawls (1993)
- Mahalia Jackson (1990)
- Mannheim Steamroller (2001)
- Marlene Young (2003)
- Marti McCall (1975), nella colonna sonora de' I tre giorni del condor
- Martina McBride (1999)
- Martin Sexton (2005)
- Max Tooky
- Mel Tormé (1992)
- Merle Haggard (1973)
- Michael Feinstein (2002)
- Michel'le (1996)
- Mindy Smith (2007)
- Mitch Miller and the Gang (1961)
- Mormon Tabernacle Choir (1994)
- Nashville Superpickers
- Neil Diamond (1992)
- Norma Zimmer
- Norman Luboff Choir (1964)
- Olivia Newton-John
- Pat Boone
- Patty Loveless (2002)
- Paul Brooks (1996)
- Percy Faith (1966)
- Perry Como (1968)
- Philadelphia Orchestra (1987)
- Poppy (2020)
- Rachel Sweet (1995)
- Reid Hashiro (2005)
- Regis Philbin (2005)
- Relient K (2008)
- R.E.M.
- Reverend Horton Heat (2005)
- Roch Voisine
- Rod Stewart
- Roger Williams (1992)
- Rosemary Clooney
- Rosemary Clooney & Bing Crosby
- Royal Wade Kimes (2005)
- Roy Hargrove (1996)
- Sean Na'auao (2003)
- Smokey Robinson & The Miracles (1963)
- Steven Curtis Chapman (2005)
- Stevie Wonder (1967)
- Sugar Ray (2000)
- SWV (2005)
- Take 6 (2003)
- Tanya Tucker
- The Ames Brothers (1957)
- The Brady Bunch (1995)
- The Country Gentlemen (1998)
- The Jordanaires (2001)
- The Judds
- The Miracles (1963)
- The Nitty Gritty Dirt Band (1997)
- The Platters
- The Ray Conniff Singers (1959)
- The Roches (1990)
- The Supremes (1965)
- The Temptations (1970)
- The Ventures (1965)
- The Williams Brothers (1993)
- Toby Keith (2007)
- Tompall & the Glaser Bros.  (1982)
- Travis Tritt (1992)
- Trudy Erwin
- Twisted Sister (2006)
- Vestal Goodman
- Vic Damone
- Vince Gill (1998)
- Vonda Shepard (2000)
- Wayne Newton
- William Hung (2004)
- Wilson Pickett (1987)